# 鈴木裕美子 (声優)
鈴木 裕美子（すずき ゆみこ、1975年4月1日 - ）は、日本の女性声優。神奈川県出身。

## 人物
小学生の頃にテレビドラマ『おしん』を見て女優に憧れていたという。
中学、高校時代はバレーボール部に所属し、大学時代は舞台に熱中していた。
日本大学芸術学部映画学科演技コース卒業。
以前はY・M・O、ラブライブに所属していたが、現在はフリー。
趣味・特技は書道、バレーボール、ホームページ作り、和太鼓、タップダンス、ウクレレ。
かつては「鈴木まひる」の芸名で活動していた。

## 出演

### テレビアニメ
1996年
- こちら葛飾区亀有公園前派出所（1996年 - 2004年、勝平[5]、秋子、寺井の次男、加藤千代、みどり、両津金次郎〈少年時代〉、二郎、タマ、タカシ 他）

1998年
- スーパードール★リカちゃん（アシスタントB、お針子さんB）
- タッチ シリーズ（1998年 - 2001年、部員A、アイリーン）- 2シリーズ

1999年
- 将太の寿司 心にひびくシャリの味（女性レポーター）
- ビックリマン2000（半ドール）
- メダロット（子供、シェリー）

2001年
- 破壊魔定光（女子高生）

2002年
- キャプテン翼（第3作）（町田）
- げんきげんきノンタン（タータン、小亀さん）

2006年
- 吉宗（しず、童女）

### 劇場アニメ
1999年
- こちら葛飾区亀有公園前派出所 THE MOVIE（明日香[6]）

### OVA
1997年
- ベイビィ★LOVE（女生徒B）

2002年
- 学園都市 ヴァラノワール（リムリム）
- げんきげんきノンタン でかでか ありがとう（タータン）

### Webアニメ
2001年
- あじむ 〜海岸物語〜（女生徒）

### ゲーム
2000年
- ブリガンダイン グランドエディション（ミレ、バーリン、シェルーナ）

2002年
- 学園都市 ヴァラノワール（リムリム、ミーネ、キュオ）

### 公演
- 『フラカット2001』（2001年、脚本：大野敏哉、演出：堤泰之）
- 『カケルエックス』（1998年、TEAM 発砲・B・ZIN公演）
- 『八神庵LIVE! -ALONE-』（1999年、ネオラジオ・MBS、東京、大阪公演） - 井上裕子 役
- 『みず色のそら、そら色のみず』（2000年、演出：平光琢也）
- 『チーム99』

### 広告・宣伝
- 『三菱自動車工業「チャレンジャー」』テレビCM
- 『白木屋』テレビCM
- 『アメリカンファミリー生命保険会社』テレビCM
- 『関東電気保安協会』テレビCM
- 『石油組合』ラジオCM

### テレビ番組
- カミングスーンTV
  - 「カミングスーンガイド」
  - 「ウォーターボーイズ」試写会
- 日テレプラス
  - 猫道（ねこどう）・猫道2（-にゃん）・猫道リターンズ（案内役の猫、ガネル君）

### テレビドラマ
- 将太の寿司（1999年10月11日、テレビ東京）

### 映画
- 記憶の音楽－Gb－（2001年6月22日、監督・原案：川村ケンスケ）

### CDドラマ
- アニメ店長オリジナルドラマCD1「最白-トレブラン-」（アニメ好きの女の子）
  - アニメ店長 オリジナルドラマCD「最白3-トレブラン トロワ-沈黙の即売会」（道玄坂おりる）
  - アニメ店長・ザ・ダークフューチャー 超電気バイオレンス 魔界都市秋葉原（ミヨ、タケシ）
  - アニメ店長うきうきドラマCD 道玄坂登也編（道玄坂おりる）
  - はじめてのアニメ店長（道玄坂おりる）
- Cafe吉祥寺で R6 Last Day of the year
- Cafe吉祥寺で R8 Trouble with Master
- バイオハザード2 ドラマアルバム 〜小さな逃亡者 シェリー〜（女店員、町の女1、住人の女）
- 目隠しの国（川村由起子）

### ラジオドラマCD
- ラジオドラマCD アニメ店長 FIRE WAVE!!2「シェアルーム&ディアフレンズ」（道玄坂おりる）
- ラジオドラマCD アニメ店長「FIRE WAVE3!!〜ゆきゆきて、温泉〜」（愛人1）
- CLAMP学園怪奇現象研究会事件ファイル（女子水泳部員）

### 朗読CD
- 「ねむりのさとのちみちみ」

### CD
- 『"キミ" 〜Identification〜』（WOWOW ノンスクランブル枠「アニメコンプレックス」主題歌〈1998〉 オープニングテーマ）
- 『朝とパレード』（WOWOW ノンスクランブル枠「アニメコンプレックス」主題歌〈1998〉 エンディングテーマ）